# Phaleria octandra
Phaleria octandra är en tibastväxtart som först beskrevs av Carl von Linné, och fick sitt nu gällande namn av Louis Antoine François Baillon. Phaleria octandra ingår i släktet Phaleria och familjen tibastväxter. Inga underarter finns listade i Catalogue of Life.

## Bildgalleri

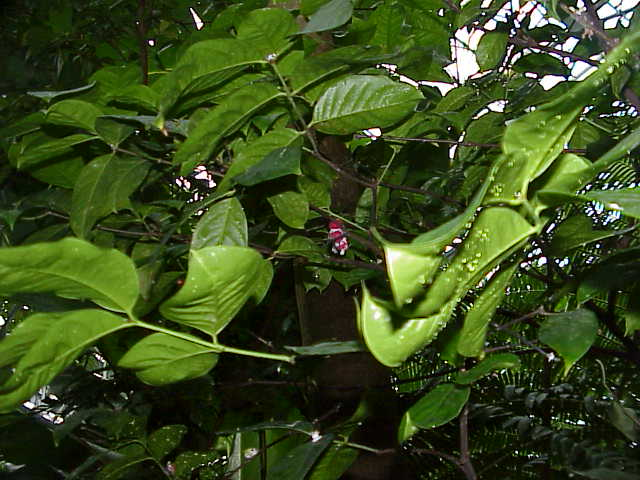
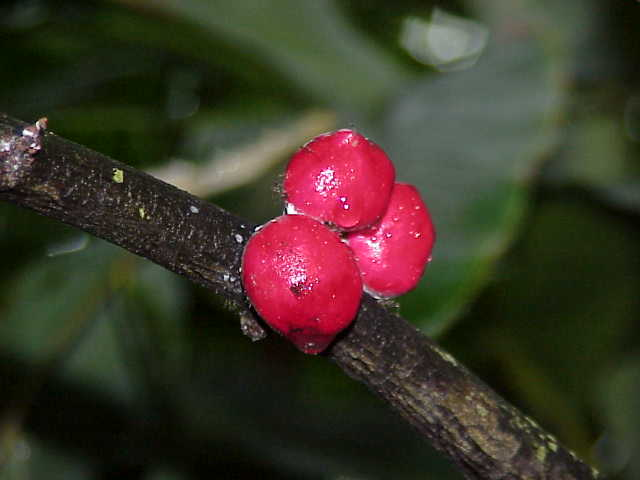
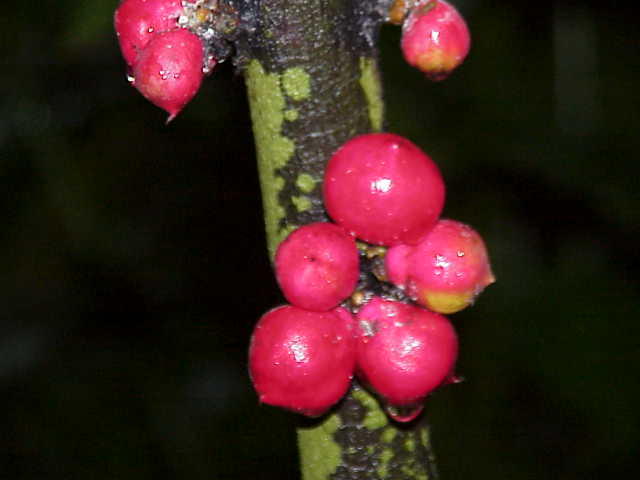
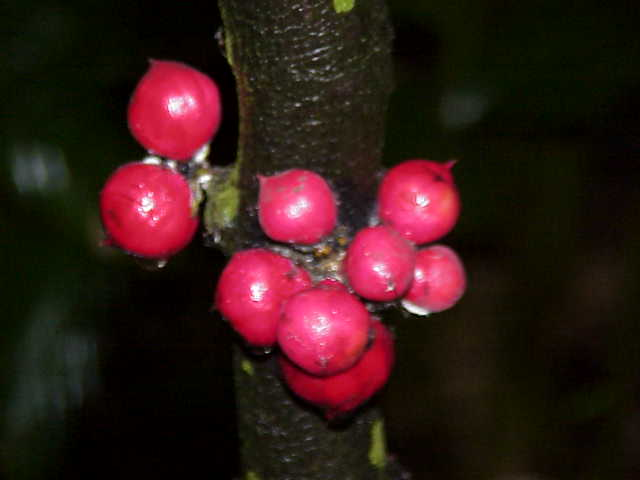